# Liste der Monuments historiques in Bazoilles-sur-Meuse
Die Liste der Monuments historiques in Bazoilles-sur-Meuse führt die Monuments historiques in der französischen Gemeinde Bazoilles-sur-Meuse auf.

## Liste der Objekte
| Bezeichnung                                              | Beschreibung                                           | Standort                       | Kennzeichnung | Schutzstatus | Datum | Bild |
| -------------------------------------------------------- | ------------------------------------------------------ | ------------------------------ | ------------- | ------------ | ----- | ---- |
| Skulptur Johannes der Täufer                             | Kalkstein, farbig gefasst, übertüncht, 16. Jahrhundert | in der Kirche St-Martin (Lage) | PM88001244    | Inscrit      | 2007  |      |
| Grabstein für Jacques de Luz und Michelle du Fays        | Stein, 16. Jahrhundert                                 | in der Kirche St-Martin (Lage) | PM88000052    | Classé       | 1908  |      |
| Retabel                                                  | Stein, 15. Jahrhundert                                 | in der Kirche St-Martin (Lage) | PM88000050    | Classé       | 1908  |      |
| Grabstein für Antoine du Fays und Catherine de Ville     | Stein, 1559                                            | in der Kirche St-Martin (Lage) | PM88000051    | Classé       | 1908  |      |
| Sakramentshaus                                           | Kalkstein, nach 1528                                   | in der Kirche St-Martin (Lage) | PM88000049    | Classé       | 1908  |      |
| Skulpturengruppe: Heilige und Stifterin                  | Stein, 15. Jahrhundert                                 | in der Kirche St-Martin (Lage) | PM88000053    | Classé       | 1963  |      |
| Skulpturengruppe: Der heilige Martin teilt seinen Mantel | Kalkstein, farbig gefasst, übertüncht, 2007            | in der Kirche St-Martin (Lage) | PM88001242    | Inscrit      | 2007  |      |
| Skulptur Heiliger Hubertus                               | Kalkstein, farbig gefasst, übertüncht, 2007            | in der Kirche St-Martin (Lage) | PM88001243    | Inscrit      | 2007  |      |
| Skulptur Maria Annunziata                                | Stein, farbig gefasst und vergoldet, 16. Jahrhundert   | in der Kirche St-Martin (Lage) | PM88001245    | Inscrit      | 2007  |      |